# Karl Frederic, Mare Duce de Baden
Karl Frederic, Mare Duce de Baden (n. 22 noiembrie 1728, Karlsruhe, Germania – d. 10 iunie 1811, Karlsruhe, Marele Ducat de Baden) a fost margraf, elector și mai târziu primul Mare Duce de Baden (inițial numai margraf de Baden-Durlach) din 1738 până la moartea sa. A fost stră-străbunicul regelui Carol I al României.

## Biografie
Născut la Karlsruhe, a fost fiul Prințului Ereditar Frederic de Baden-Durlach (1703-1732) și a Amalia de Nassau-Dietz (1710–1777), fiica lui John Willem Friso, Prinț de Orania.
El i-a succedat bunicului său ca Margraf de Baden-Durlach în 1738, și a domnit personal din 1746 până în 1771, când a moștenit Baden-Baden de la linia Bernhard. A fost privit ca un bun exemplu de despot luminat, care a sprijinit școli, universități, jurisprudența, servicii civile, economie, cultura și dezvoltarea urbană. El a scos în afara legii tortura în 1767, și iobăgia în 1783. A fost ales membru al Societății Regale în 1747.
În 1803 Karl Frederic a devenit elector de Baden, și în 1806 primul Mare Duce de Baden. Prin politica ministrului Sigismund von Reitzenstein, Baden a dobândit Episcopia Constance, precum și teritoriile Episcopiei Basel, Episcopiei Strassburg și Episcopiei Speyer, care se întinde pe malul drept al Rinului; în plus și Breisgau și Ortenau.
În 1806 Baden s-a alăturat Confederației Rinului.
Împreună cu arhitectul Friedrich Weinbrenner, Karl Frederic a fost responsabil pentru construirea a o serie de clădiri clasice care au distins orașul Karlsruhe. A murit la 10 iunie 1811, la Karlsruhe, la vârsta de 82 de ani.

### Căsătorie și copii
La 28 ianuarie 1751, Karl Frederic s-a căsătorit cu Caroline Louise de Hesse-Darmstadt, fiica lui Ludovic al VIII-lea de Hesse-Darmstadt. Karl Frederic și Caroline Louise au avut cinci copii:
- Karl Ludwig, Prinț Ereditar de Baden (14 februarie 1755 - 16 decembrie 1801); fiul lui, Karl, l-a succedat pe Karl Frederic ca Mare Duce în 1811.
- Prințul Frederic de Baden (29 august 1756 - 28 mai 1817); s-a căsătorit la 9 decembrie 1791 cu Louise de Nassau-Usingen (16 august 1776 - 19 februarie 1829), fiica Ducelui Frederic de Nassau-Usingen.
- Prințul Ludovic de Baden (9 februarie 1763 - 30 martie 1830); s-a căsătorit cu contesa Katharina Werner de Langenstein în 1818. Ludovic i-a succedat nepotului său Karl ca al 3-lea Mare Duce în 1818.
- un fiu (n./d. 29 iulie 1764).
- Prințesa Louise Auguste de Baden (8 ianuarie 1767 - 11 ianuarie 1767).

După decesul soției sale, Karl Frederick s-a căsătorit cu Louise Caroline, baroneasă Geyer de Geyersberg la 24 noiembrie 1787. Ea a fost fiica Lt. Col. Louis Henry Philipp, Baron Geyer de Geyersberg și a soției acestuia, Maximiliana Christiane, contesă de Sponeck. A fost o căsătorie morganatică și copiii rezultați nu erau eligibili pentru succesiune. Louise a fost numită Baroneasă de Hochberg la momentul căsătoriei și Contesă de Hochberg în 1796. Karl Frederic și Louise Caroline au avut cinci copii:
- Prințul Leopold de Baden (29 august 1790 - 24 aprilie 1852); mai târziu a succedat ca Leopold I, Mare Duce de Baden. S-a căsătorit la 25 iulie 1819 la Karlsruhe cu ruda sa, Prințesa Sofia a Suediei (21 mai 1801 – 6 iulie 1865), fiica cea mare a fostului rege Gustav al IV-lea al Suediei și Frederica de Baden.
- Prințul Wilhelm de Baden (8 aprilie 1792 - 11 octombrie 1859).
- Prințul Frederic Alexandru de Baden (10 iunie 1793 - 18 iunie 1793).
- Prințesa Amalie de Baden (26 ianuarie 1795 - 14 septembrie 1869); s-a căsătorit la 19 aprilie 1818 cu Karl Egon II de Fürstenberg (28 octombrie 1796 - 22 octombrie 1854).
- Prințul Maximilian de Baden (8 decembrie 1796 - 6 martie 1882).

În 1817, descendenții lui Karl Frederic cu prima lui soție au murit toți. Pentru a preveni ca Baden să fie moștenită de cumnatul său, regele Maximilian I Joseph al Bavariei, Marele Duce Karl (nepot al primului Mare Duce), a schimbat legea de succesiune acordând familiei Hochberg drepturi depline dinastice în Baden. Ei au devenit Prinți și Prințese de Baden la fel ca și frații lor vitregi mai mari.
Drepturile lor de succesiune au fost consolidate atunci când Baden a adoptat o constituție în 1818, care a fost recunoscută de Bavaria și de Marile Puteri în Tratatul de la Frankfurt din 1819. Leopold, fiul cel mare din a doua căsătorie, a succedat ca Mare Duce în 1830. Descendenții lui Leopold au domnit ca Mari Duci de Baden  până în 1918. Actualul pretendent la tronul din Baden este descendent al lui Leopold.